# Akademia Sztuk Pięknych w Petersburgu

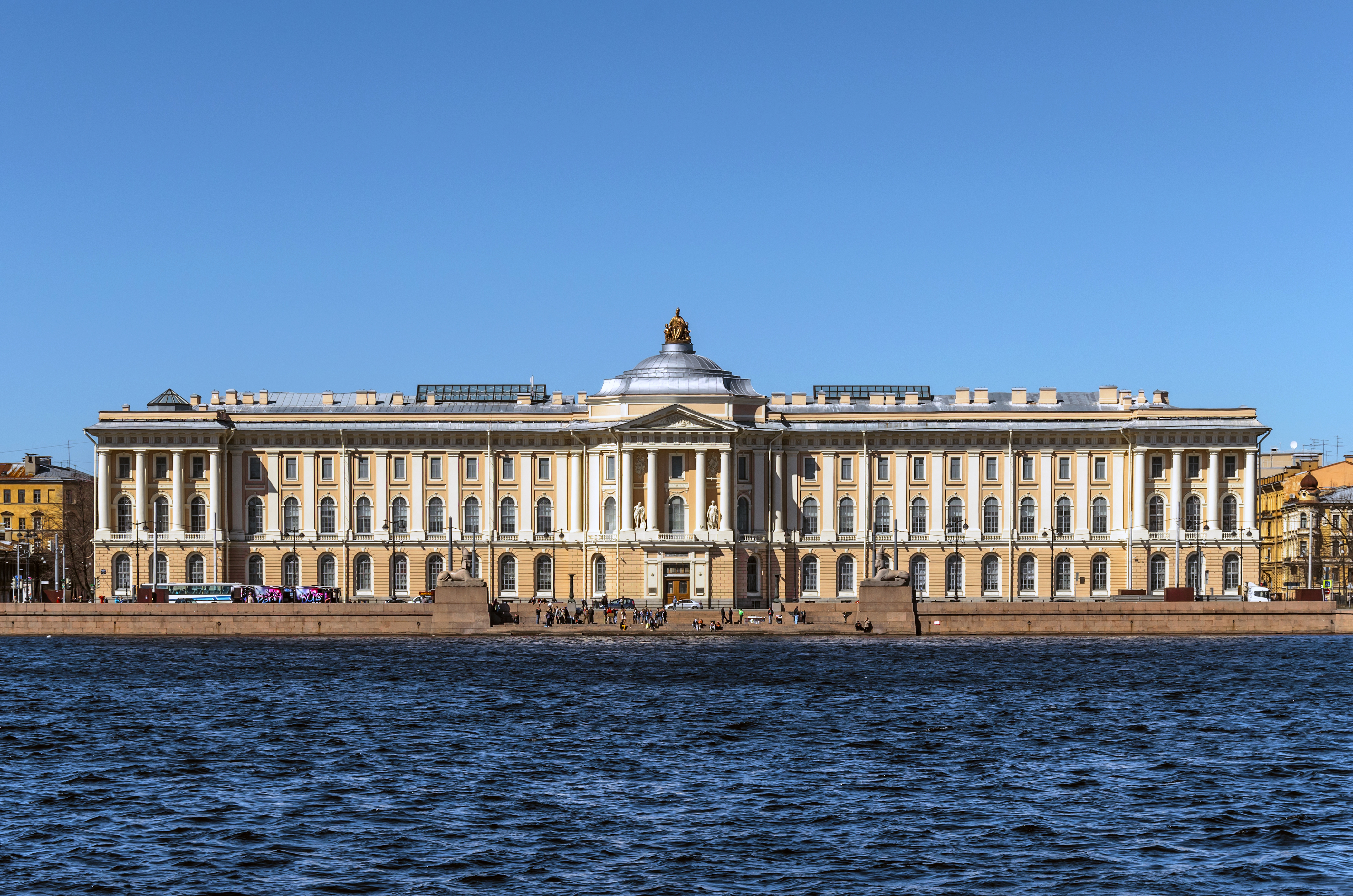
Akademia Sztuk Pięknych w Petersburgu

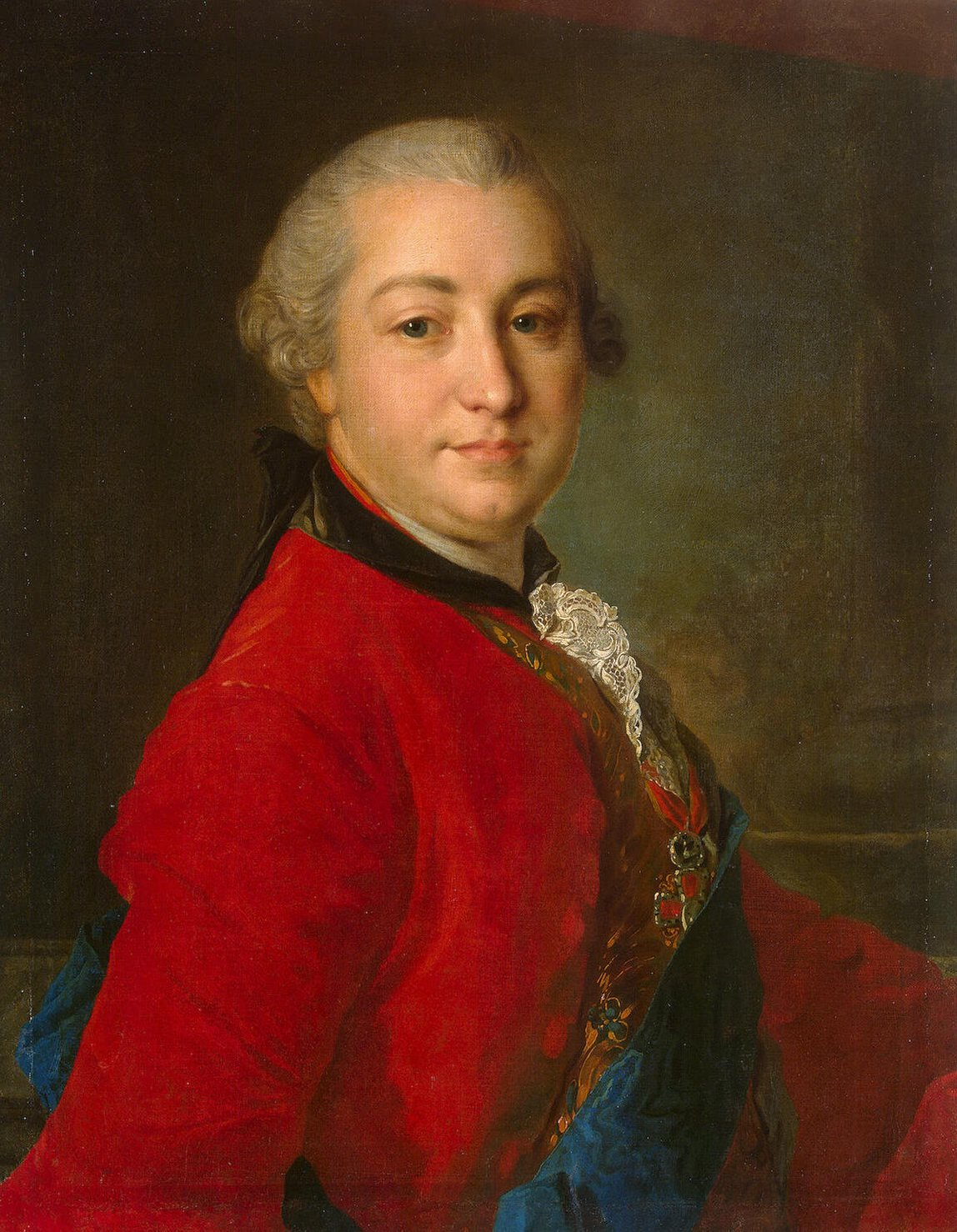
Założyciel Akademii – hrabia Iwan Szuwałow (1727–1797)

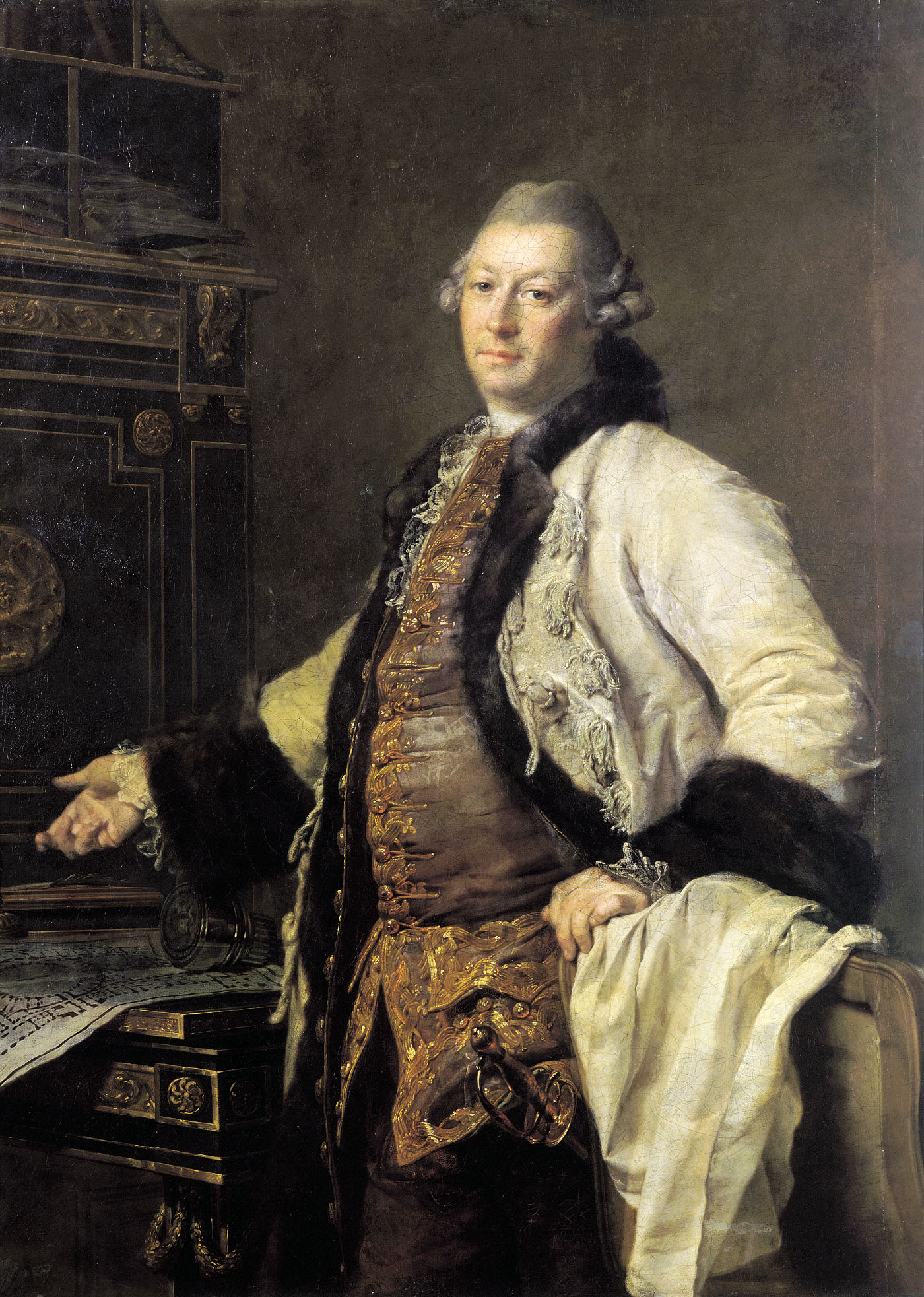
Pierwszy rektor Akademii – Aleksandr Kokorinow (1726–1772)

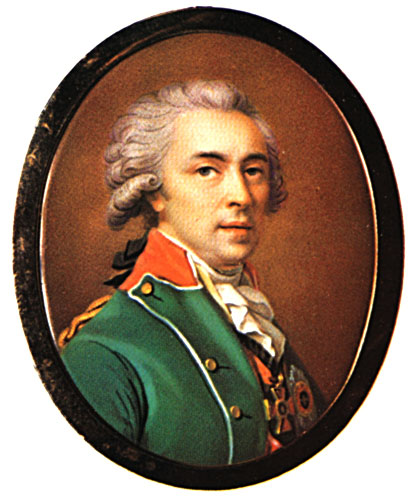
Aleksiej I. Musin-Puszkin – prezes Akademii w latach 1794–1797

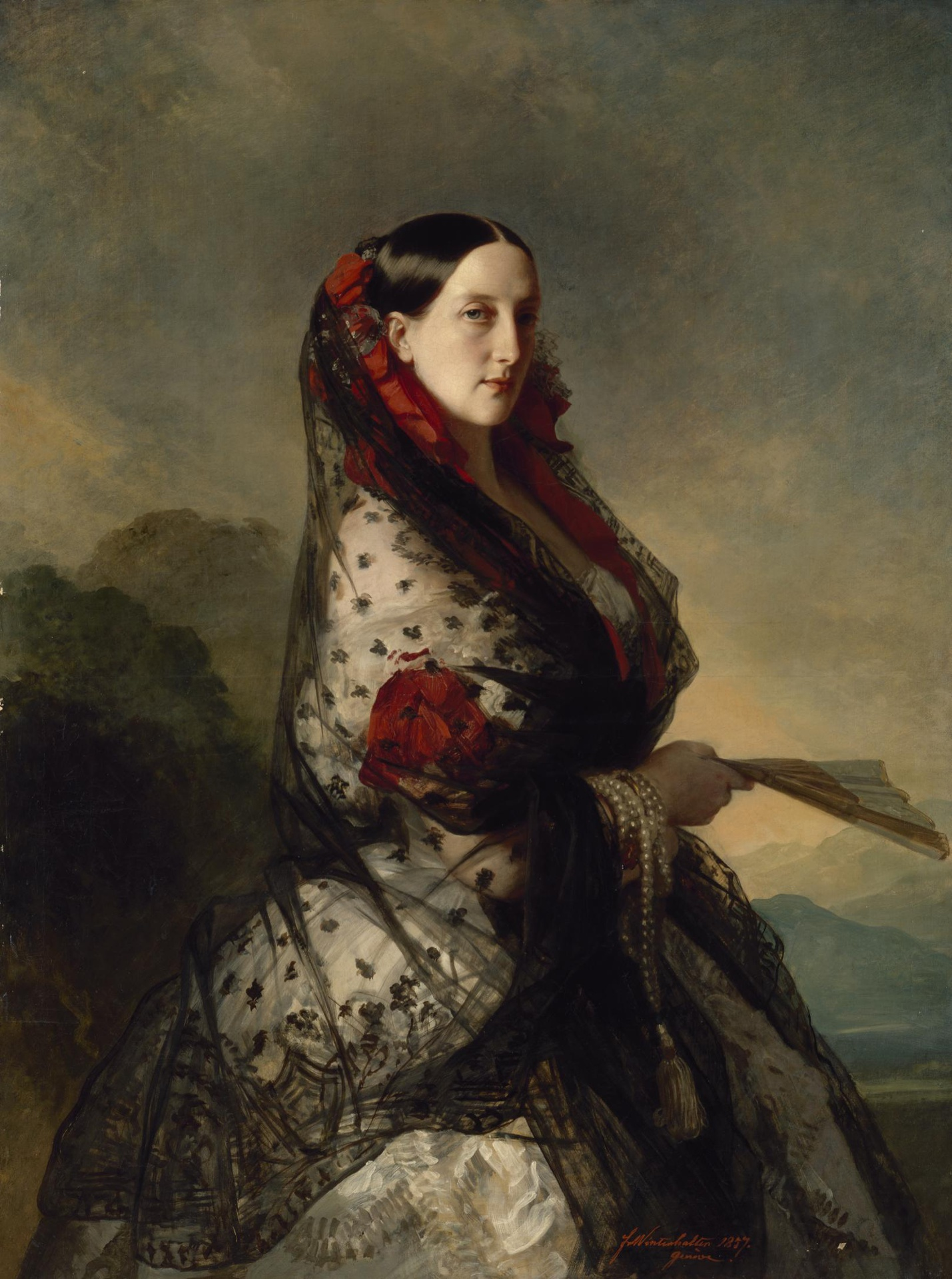
Księżna Maria Nikołajewna, prezes Akademii w latach 1852–1876

Akademia Sztuk Pięknych w Petersburgu (ros. Императорская Академия художеств) – akademia sztuk pięknych założona w 1757 w Petersburgu; pierwsza tego rodzaju instytucja w Imperium Rosyjskim.

## Historia
Za datę powstania Akademii uważa się rok 1757. Wtedy to hrabia Iwan Szuwałow, za przyzwoleniem carycy Elżbiety, założył placówkę będącą w przyszłości kuźnią talentów rozmaitych dziedzin sztuki. W początkowym szkoła nosiła nazwę: Akademia Trzech Najszlachetniejszych Sztuk i mieściła się w rezydencji hrabiego (pałacu Szuwałowa), który został jej pierwszym kierownikiem. W 1764 cesarzowa Katarzyna II nadała jej nową nazwę: Cesarska (lub: Imperatorska) Akademia Sztuk Pięknych, a jej pierwszym rektorem został Aleksandr Kokorinow. Od tego też roku trwała budowa nowego neoklasycystycznego gmachu na potrzeby akademii (ukończona w 1788), na nabrzeżu uniwersyteckim, naprzeciw Pałacu Zimowego, pod nadzorem architektów: Jeana-Baptiste'a Vallin de la Mothe'a i Aleksandra Kokorinowa. Kolejny po Szuwałowie prezydent Akademii – Iwan Bieckoj, zreorganizował ją i wprowadził odznaczenia oraz tytuły dla jej członków.
W wyniku rewolucji październikowej, od 1917 do 1933 akademia często zmieniała swój status i nazwę. W 1933 w jej miejsce powołano Wszechrosyjską Akademię Sztuk Pięknych w Petersburgu. Jej kontynuatorką była funkcjonująca w latach 1947–1991 Radziecka Akademia Sztuk Pięknych, z siedzibą w Moskwie, która wchłonęła wszystkie szkoły artystyczne z obszaru ZSRR. Od 1991 szkoła moskiewska funkcjonuje jako Rosyjska Akademia Sztuk Pięknych i stanowi kontynuatorkę Akademii petersburskiej (np. w 2007 obchodziła 250 rocznicę utworzenia). Natomiast w Petersburgu, w historycznych budynkach akademii na Wyspie Wasylewskiej nad Newą, działa Instytut Malarstwa, Rzeźby i Architektury im. Ilji Riepina (Санкт-Петербургский государственный институт живописи, скульптуры и архитектуры имени И.Е.Репина).

## Prezesi Akademii Sztuk Pięknych w Petersburgu
- 1757–1763 Iwan Szuwałow
- 1763–1794 Iwan Bieckoj
- 1794–1797 Aleksiej Musin-Puszkin
- 1797–1800 Marie Gabriel Florent Auguste de Choiseul-Gouffier
- 1800–1811 Aleksandr Stroganow
- 1817–1843 Aleksiej Olenin
- 1843–1852 Maksymilian Leuchtenberg
- 1852–1876 Wielka Księżna Maria Nikołajewna Romanowa
- 1876–1909 Wielki Książę Włodzimierz Aleksandrowicz Romanow
- 1909–1917 Wielka Księżna Maria Pawłowna Romanowa
- 1934–1939 Isaak I. Brodski

## Polacy w Akademii Sztuk Pięknych w Petersburgu
Wykładowcy i absolwenci:

- Michał Elwiro Andriolli
- Władysław Bakałowicz
- Józef Bałzukiewicz
- Tomasz Bohdanowicz-Dworzecki
- Zbigniew Brochwicz-Lewiński
- Wiktor Brodzki
- Teodor Buchholz
- Stanisław Chlebowski
- Jan Chrucki
- Jan Ciągliński
- Jan Dąbrowski (architekt)
- Tadeusz Dmochowski
- Józef Pius Dziekoński
- Wojciech Gerson
- Edward Goldberg
- Tadeusz Górecki
- Jan Heurich
- Władysław Horodecki
- Miłosz Kotarbiński
- Konrad Krzyżanowski
- Marian Lalewicz[1]
- Aleksander Laszenko
- Władysław Marconi
- Eligiusz Niewiadomski
- Stanisław Noakowski
- Aleksander Nowicki
- Feliks Nowicki
- Edgar Aleksander Norwerth
- Stanisław Noakowski
- Jan Gwalbert Olszewski
- Aleksander Orłowski
- Karol Podczaszyński
- Stanisław Jakub Rostworowski
- Bolesław Rusiecki
- Ferdynand Ruszczyc
- Henryk Siemiradzki
- Ludomir Sleńdziński
- Kazimierz Stabrowski
- Leopold Steinman
- Stefan Szyller
- Adolf Szyszko-Bohusz[1]
- Mikołaj Tołwiński
- Walenty Wańkowicz
- Pius Weloński
- Paweł Wędziagolski[1]
- Ludwik Wiesiołowski
- Stanisław Witkiewicz
- Konstanty Wróblewski